# IC 1024
IC 1024 је лентикуларна галаксија у сазвјежђу Дјевица која се налази на листи објеката дубоког неба у Индекс каталогу.
Деклинација објекта је + 3° 0' 28" а ректасцензија 14h 31m 27,0s. Привидна величина (магнитуда) објекта IC 1024 износи 12,9 а фотографска магнитуда 13,9. IC 1024 је још познат и под ознакама UGC 9341, MCG 1-37-22, CGCG 47-76, IRAS 14289+0313, PGC 51895.